# Bridgestone
Bridgestone (株式会社ブリヂストン, Kabushiki-gaisha Burijisuton) is een Japans bandenmerk/bandenfabriek opgericht in 1931 door Shojiro Ishibashi. Het woord bridgestone is de Engelse vertaling van Ishibashi hetgeen 'stenen brug' betekent. In 1988 nam Bridgestone de Amerikaanse bandenfabrikant Firestone over. Het hoofdkantoor voor EMEA is gevestigd in Zaventem.

## Geschiedenis
In 1931 werd de Bridgestone Tire Co., Ltd. opgericht door Shojiro Ishibashi (1906-1976). Tijdens de oorlog werden veel fabrieken vernietigd, maar in 1953 passeerde de jaaromzet de 10 miljard yen en was Bridgestone de grootste Japanse fabrikant van luchtbanden. In 1961 kreeg het bedrijf een beursnotering op de Tokyo Stock Exchange. In 1965 werd in Singapore de eerste buitenlandse vestiging geopend en vier jaar later volgde een fabriek in Thailand. In 1967 werd een verkooporganisatie in de Verenigde Staten opgezet. Het bedrijf volgde de Japanse autofabrikanten toen deze fabrieken in het buitenland openden.
In 1988 volgde een grote overname van het Firestone Tire and Rubber Company. Pirelli had US$ 1,9 miljard over voor de Amerikaanse bandenproducent, maar met een hoger en succesvol bod van US$ 2,6 miljard werd Bridgestone de op een na grootste bandenfabrikant wereldwijd. Met de overname kreeg Bridgestone fabrieken in Noord- en Zuid-Amerika, Europa en in enkele andere landen. In 1984 werd de bedrijfsnaam gewijzigd in Bridgestone Corporation.
In 2015 deed Bridgestone een overnamebod van US$ 835 miljoen op The Pep Boys. The Pep Boys heeft zo’n 800 winkels en reparatiewerkplaatsen voor voertuigen en Bridgestone zo’n 2200 vestigingen in de Verenigde Staten. In 2014 behaalden The Pep Boys een omzet van ruim US$ 2 miljard waarvan circa 20% met de verkoop van autobanden. Op 30 december 2015 zag Bridgestone af van de overname nadat Icahn Enterprises een hoger bod op The Pep Boys had uitgebracht.
Eind januari 2019 maakte TomTom bekend dat Bridgestone de Telematics-afdeling koopt voor € 910 miljoen. Telematics regelt dat bedrijven hun wagenpark op afstand in de gaten kunnen houden, waaronder de rittenhistorie. Er werken zo'n 670 mensen bij dit onderdeel.

## Activiteiten
De productie van banden voor personen-, bestel- en vrachtwagens is nog steeds de belangrijkste activiteit. Ongeveer driekwart van de omzet wordt met de verkoop van deze producten gerealiseerd. De rest wordt behaald met de verkoop van producten van rubber voor diverse toepassingen en mobiliteitsoplossingen (Webfleet Solutions, het voormalige TomTom Telematics, en Azuga).
In 2021 produceerde Bridgestone zo'n 1,8 miljoen ton aan rubberproducten. In tonnen rubber is de productie het grootst in de Verenigde Staten en Japan volgt met een klein verschil op de tweede plaats. Ruim 70% van de productie vindt buiten Japan plaats. Er werkten in 2021 zo'n 135.000 mensen bij het bedrijf. Er staan fabrieken van Bridgestone in 26 landen en in 150 landen worden de producten verkocht. Per jaar besteed het bedrijf zo'n 3% van de omzet aan R&D.
In 2021 was Bridgestone de grootste bandenfabrikant gemeten naar de omzet. Met een omzet van US$ 29,5 miljard liet het Michelin op een tweede plaats achter zich, omzet US$ 28 miljard, en stond Goodyear op de derde plaats (US$ 17,5 miljard).

## Motorfietsen
Bridgestone produceerde van 1950 tot 1971 ook motorfietsen.